# Aibu Saki
Aibu Saki (相武紗季 Aibu Saki, Tên người) là một nữ diễn viên Nhật Bản.

## Sự nghiệp điện ảnh

### Drama
- Rich man, Poor women (2012) vai Yoko Asahina
- Kaseifu no Mita (2011) vai Urara Yuuki
- Rebound (2011)[1] vai Nobuko Oba
- Wagaya no Rekishi (2010) vai Misora Hibari
- Buzzer Beat (2009) vai Natsuki Nanami
- Tenchijin (2009) vai Hanahime
- Triangle (2009) vai Yui Goda
- Mr. Brain (2009) vai Gotou Megumi (tập 3)[2]
- Attention Please SP (2008) vai Yayoi Wakamura
- Zettai Kareshi (Absolute Boyfriend) (2008) vai Izawa Riiko
- Utahime (2007) vai Kishida Suzu/Matsunaka Ruriko
- Ushi ni Negai wo: Love & Farm (2007) vai Ayaka Fujii
- Attention Please SP (2007) vai Yayoi Wakamura
- Karei-naru Ichizoku (2007) vai Tsugiko Manpyo
- Happy! 2 (2006) vai Miyuki Umino
- Regatta (2006) vai Misao Odagiri
- Attention Please (2006) vai Yayoi Wakamura
- Happy! (2006) vai Miyuki Umino
- Donmai (2005) vai Yu Satomi
- Ganbatte Ikimasshoi (2005) vai Rie Yano
- Gekidan.ngimono Automatic (2004) vai Sakurai
- Itoshi Kimi e (2004)
- Lion Sensei (2003)
- Water Boys (2003) vai Atsumi Hayakawa

### Movie
- Mail de Todoita Monogatari (2005)
- Beat Kids (2005)
- Shortcakes (2005)
- Professor Layton and The Eternal Diva - (Remi/Emmy Altava (2009)
- The Liar and His Lover (2013)